# Џошуа Лијендо
Џошуа Лијендо Едвардс (енгл. Joshua Liendo Edwards; Торонто, 20. август 2002) канадски је пливач чија специјалност су спринтерске трке слободним и делфин стилом.

## Спортска каријера
Прве значајније успехе у пливачкој каријери Лијендо је постигао на националним првенствима, прво у конкуренцији јуниора где је освојио титулу националног првака на 100 делфин 2017, да би годину дана касније успео да се пласира у финала све три појединачне трке делфин стилом на сениорском државном првенству.
У октобру 2018. учествовао је на Олимпијским играма младих у Буенос Ајресу где је пливао у два финала штафетних трка на 4×100 мешовито (у мушкој и мешовитој конкуренцији).
На светским првенствима у великим базенима је дебитовао у корејском Квангџуу 2019. где је наступио у две дисциплине. У квалификацијама трке на 50 делфин заузео је укупно 44. место, док је са штафетом 4×100 мешовито освојио укупно 10. место у квалификацијама.
На светском јуниорском првенству у Будимпешти 2019. Лијендо је остварио запажене резултате учествујући у шест финалних трка у којима је освојио укупно три медаље (сребро и две бронзе).